# Coleophora caroxyli
Coleophora caroxyli é uma espécie de mariposa do gênero Coleophora pertencente à família Coleophoridae.